# Bebé
Tiago Manuel Dias Correia (sinh ngày 12 tháng 7 năm 1990), biệt danh Bébé, là cầu thủ hiện đang chơi cho Real Zaragoza ở vị trí tiền đạo.
Bébé là con trai của gia đình cha mẹ là những người nhập cư Cabo Verde và là cầu thủ thứ tư gốc Cabo Verde gia nhập Manchester United, những người kia là Nani, Patrice Evra, Henrik Larsson. Anh đã được anh trai đặt biệt danh là Bébé, có nghĩa là em bé trong tiếng Bồ Đào Nha.
Lúc còn là đứa bé, Bébé đã cha mẹ bị bỏ rơi. Cậu bé đã được nuôi dưỡng bởi bà ngoại sống ở ngoại ô thành phố Lisbon, cho đến khi cậu 12 tuổi, khi một tòa án đã phán quyết việc chăm sóc cậu cho nhà thờ. Cậu chuyển từ nhà Casa do Gaiato ở Santo Antão đến Tojal, 20 km bên ngoài Lisbon. Trong thời gian ở đó, cậu và bảy cư dân khác của nhà Casa do Gaiato đã được mời chơi cho đội tuyển Cais tại Lễ hội bóng đá đường phố châu Âu năm 2009 ở thị trấn Bosnia Foča.. Mặc dù Bébé ghi 4 bàn trong sáu trận đấu, Cais không tiến bộ vượt quá giai đoạn nhóm thứ hai của giải đấu.
Một số nguồn tin đã cho rằng Bébé đã tham gia ở giải World Cup người vô gia cư, nhưng sau đó người ta phát hiện thấy nguồn tin này là sai. Anh được coi là lựa chọn cho đội tuyển quốc gia vô gia cư sau khi thi đấu trong Lễ hội bóng đá đường phố châu Âu, nhưng cuối cùng anh đã không chơi cho giải.
Trước đó anh chơi cho đội bóng nghiệp dư Loures, Bébé đã ký kết hợp đồng với giải hạng hai Bồ Đào Nha, Estrela da Amadora trong mùa hè năm 2009. Được coi là ngôi sao câu lạc bộ cầu thủ, anh kết thúc mùa giải với bốn bàn thắng trong 26 trận đấu. Tuy nhiên, Amadora đã gặp phải các vấn đề tài chính và đề nghị anh mức giá khoảng 125.000 £, nhưng anh không chấp thuận.

## Thống kê sự nghiệp
| # | Ngày                 | Địa điểm                                                  | Đối thủ       | Bàn thắng | Kết quả | Giải đấu           |
| - | -------------------- | --------------------------------------------------------- | ------------- | --------- | ------- | ------------------ |
| 1 | 23 tháng 3 năm 2022  | Sân vận động Source, Orléans, Pháp                        | Guadeloupe    | 1–0       | 2–0     | Giao hữu           |
| 2 | 25 tháng 3 năm 2022  | Pinatar Arena, San Pedro del Pinatar, Tây Ban Nha         | Liechtenstein | 5–0       | 6–0     | Giao hữu           |
| 3 | 25 tháng 3 năm 2022  | Pinatar Arena, San Pedro del Pinatar, Tây Ban Nha         | Liechtenstein | 6–0       | 6–0     | Giao hữu           |
| 4 | 18 tháng 6 năm 2023  | Sân vận động Quốc gia Cabo Verde, Praia, Cabo Verde       | Burkina Faso  | 1–0       | 3–1     | Vòng loại CAN 2023 |
| 5 | 12 tháng 10 năm 2023 | Sân vận động quốc gia Mohamed, Constantine, Algérie       | Algérie       | 1–3       | 1–5     | Giao hữu           |
| 6 | 19 tháng 1 năm 2024  | Sân vận động Felix Houphouet Boigny, Abidjan, Bờ Biển Ngà | Mozambique    | 1–0       | 3–0     | CAN 2023           |